# Pencak Silat
Pencak silat je bojové umění rozšířené v oblasti jihovýchodní Asie, zejména v Malajsii, v Indonésii, v jižním Thajsku a v Singapuru. Tradičně se cvičí i v Bruneji, ve Vietnamu a na Filipínách. Bývá i součástí školní výuky a používají ho místní policejní složky.
Pro pencak silat je typické precizní nacvičování technik v pomalém tempu. Až po jejich zvládnutí se přechází k provádění technik v rychlosti. Tradiční pencak silat se vyznačuje elegantními pohyby, rychlými změnami vysokého a nízkého postoje a estetickými zahajovacími fázemi boje.

## Historie
Nejstarší důkazy o organizovaném provozování tohoto bojového umění pocházejí ze souostroví Riau a Lingga, jež byly jakýmsi spojovacím mostem mezi Indonésií a Malajsií. Pencak silat se zde praktikoval již nejméně od 6. století.

## Film
Toto bojové umění je k vidění například v indonéských filmech Cesta bojovníka (Merantau), Zátah (V obou případech jej předvádí mladý mistr tohoto bojového umění Iko Uwais a Yayan Ruhian), nebo Yasmine.